# Agricultural gang
Las cuadrillas agrícolas' eran históricamente grupos de mujeres, niñas y niños organizados por un jefe de cuadrilla independiente que no era dueño de la tierra, bajo cuya supervisión ejecutaban trabajos agrícolas a destajo para los granjeros en ciertas partes de Inglaterra a cambio de un pago negociado entre los mafioso y granjero. A veces se las denominaba "bandas públicas" para distinguirlas de las "bandas privadas", formadas por trabajadores contratados por el propio agricultor y que realizaban trabajos únicamente para él, bajo su propia supervisión o bajo la de uno de sus hombres.
El sistema prevaleció durante mucho tiempo en los condados de Cambridgeshire, Huntingdonshire, Lincolnshire, Nottinghamshire, Norfolk y Suffolk, y en una forma muy modificada en The Fens, que se encuentra dentro de algunos de esos condados. La práctica data de los últimos años del reinado de Jorge III, cuando las tierras bajas y pantanosas que rodeaban la cuenca del lavado se drenaban rápidamente y se convertían en ricos distritos aluviales.
La condición no reformada de la Ley de Pobres, según la cual el apoyo de los pobres recaía en cada parroquia individual, en lugar de en una unión de parroquias, hizo que los propietarios se mostraran reacios a erigir cabañas en la tierra recuperada en beneficio de sus inquilinos. Había que conseguir mano de obra para el cultivo de estas nuevas tierras. Las mujeres, las niñas y los niños, al ser más baratos que los hombres para emplear, en consecuencia constituían la mayoría. El sufrimiento resultante de esta vida nómada y el mal trato por parte de los jefes de banda, a menudo implicando largas horas de trabajo por mala paga, fue tan grande que se incluyó una investigación sobre la condición del trabajo infantil agrícola en la referencia a la comisión sobre el trabajo infantil. nombrado en 1862, y los resultados fueron tan sorprendentes que la "Ley de Pandillas Agrícolas" se aprobó en 1867, prohibiendo el empleo de cualquier niño menor de ocho años, cualquier niño menor de diez años sin evidencia de doscientas cincuenta asistencias escolares dentro del el año pasado, cualquier niño mayor de diez años sin evidencia de ciento cincuenta asistencias a la escuela en el último año, y de cualquier mujer bajo un jefe de banda masculino, a menos que también estuviera presente una mujer con licencia para actuar como jefe de banda.
Los jefes de pandillas debían tener una licencia de dos jueces y no podían tener una licencia de licor. Los jueces fijaban la distancia que había que recorrer a pie y las licencias debían renovarse cada seis meses. La legislación posterior hizo más estrictas las regulaciones bajo las cuales los niños eran empleados en cuadrillas agrícolas. Por la Ley de Educación Primaria de 1876, que deroga y vuelve a promulgar las disposiciones principales de la Ley de Agricultura (Niños) de 1873, ningún niño debe ser empleado antes de los once años, y ninguno entre los once y los trece años antes de que el niño haya obtenido un título. Certificado de haber alcanzado el nivel de educación fijado por un reglamento vigente en el distrito.

## Otras lecturas
- Arch, Joseph, extracto de Joseph Arch: la historia de su vida; Londres: Hutchinson, 1898; en: Philip, Neil (1984) Entre la tierra y el cielo. Harmondsworth: Pingüino; págs. 208-09
- Una o varias de las frases anteriores incorporan texto de una publicación que ya es de dominio público: "Pandillas agrícolas". Encyclopædia Britannica. Vol. 1 (11ª ed.). 1911. pp. 387-388.
- Una o varias de las anteriores afirmaciones incorpora texto de una publicación sin restricciones conocidas de derecho de autor:  Varios autores (1910-1911). «Agricultural Gangs».  En Chisholm, Hugh, ed. Encyclopædia Britannica. A Dictionary of Arts, Sciences, Literature, and General information (en inglés) (11.ª edición). Encyclopædia Britannica, Inc.; actualmente en dominio público.

- Datos: Q4693959